# تابلي سيتون
تابلي سيتون (بالإنجليزية: Sir Samuel Weymouth Tapley Seaton)‏ (ولد 28 تموز - يوليو من سنة 1950) وهو الحاكم الرابع لجزر سانت كيتس ونيفيس منذ يوم 19 ايار - مايو من سنة 2015. تلقى سيتون تعليمه الابتدائي والثانوي من مدرسة إبوورث الإعدادية ومدرسة باسيتير الثانوية ومدرسة سانت كيتس-نيفيس لقواعد اللغة.درس سيتون القانون في جامعة الهند الغربية في جامايكا.